# Parc national des Tablas de Daimiel
Le parc national des Tablas de Daimiel est une zone humide située dans la plaine et la province historique de La Mancha, dans la communauté autonome de Castille-La Manche en Espagne. Il a été déclaré parc national en 1973, et « zone humide d'importance internationale » (convention de Ramsar) en 1982
Le nom Daimiel signifie « pays qui donne du miel », ce qui indique toute l'importance des sources et eaux des nappes aquifères dans un pays marqué par l'aridité.
Le parc constitue la zone cœur de la réserve de biosphère Mancha Húmeda, désignée en 1980 par l'Unesco.

## Généralités
Le parc est situé entre 600 et 700 m d'altitude. Les Tablas de Daimiel sont situés dans une grande plaine aux légères ondulations, inondée par la Cigüela et le Guadiana. La Cigüela est d'eau saumâtre, le Guadiana est d'eau douce ; d'où un écosystème rare. On y trouve de nombreuses petites îles, dont la plus grande est Isla del Pan. Ses eaux y sont alimentées par les affluents du Guadiana et par la décharge des nappes aquifères de la Mancha quand leur niveau est suffisamment élevé.

## Végétation
L'eau douce du Guadiana favorisait les roseaux (sagnes ou Phragmites australis, roseaux communs ou Phragmites communis). L'eau saumâtre de la Cigüela y développe principalement la marisque (Cladium mariscus) : la région était porteuse d'une des plus grandes populations de marisque en Europe occidentale.
On y trouvait massettes (Typha), rauches (Typha latifolia), scirpes aigus (Scirpus lacustris), scirpes maritimes (Scirpus maritimus) et joncs (Juncus) dans les moindres dépressions.
Du côté algues, les charophytes' sont l'une des formations les plus caractéristiques de cette zone représentées par différentes espèces de Charas (Chara hispida, Chara major, Chara canescens), sous le nom local d'« ovas ». Elles formaient un tapis presque continu. Les seuls arbres présents sont les tamarix (Tamarix gallica, Tamarix canariensis).

## Faune

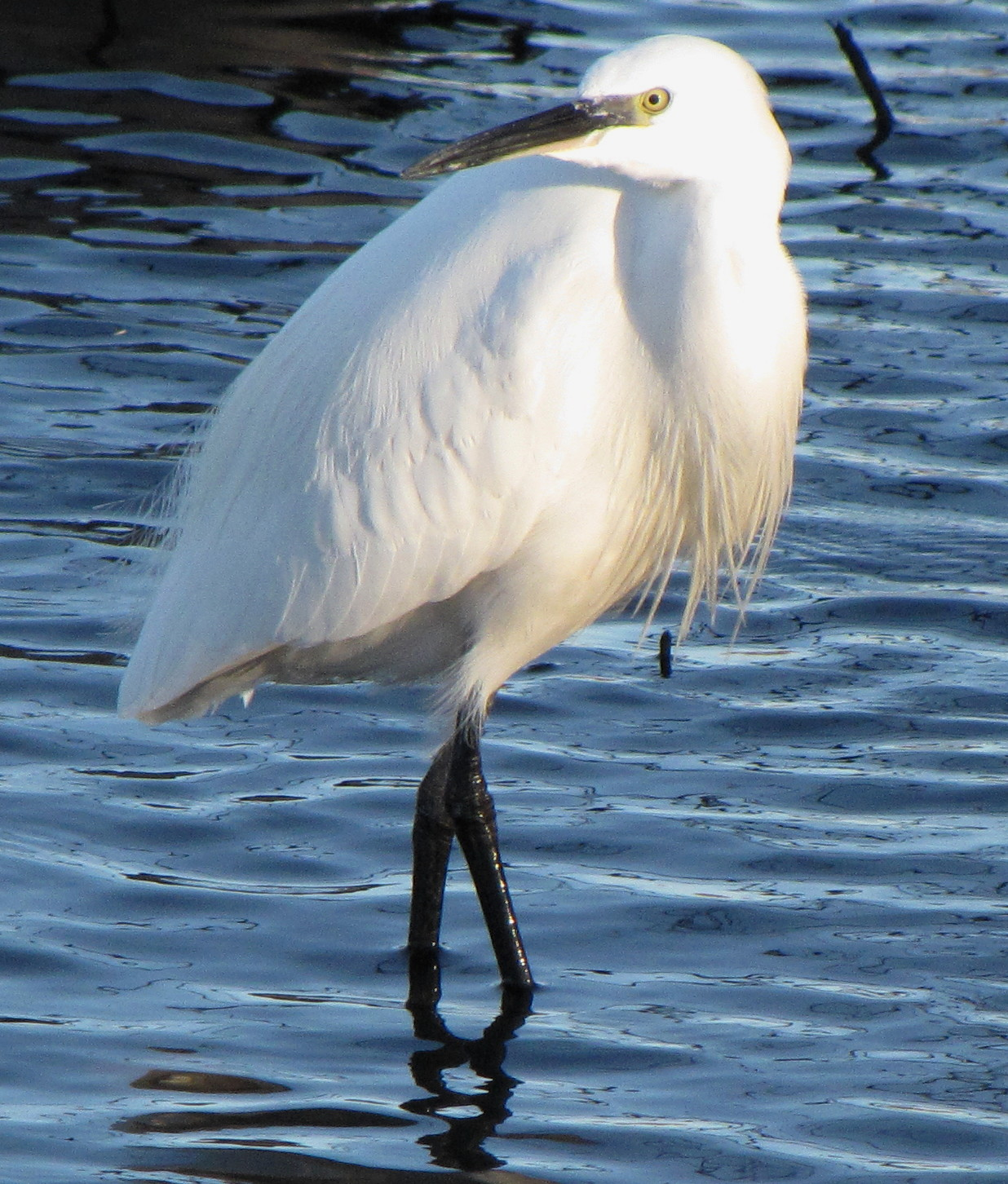
Aigrette garzette

### Avifaune migratrice
Les oiseaux migrateurs observés sur le site sont nombreux : Héron pourpré (Ardea purpurea), héron cendré (Ardea cinerea), aigrette garzette (Egretta garzetta), bihoreau gris  (Nycticorax nycticorax), butor étoilé (Botaurus stellaris), nette rousse (Netta rufina), canard souchet (Anas clypeata), canard siffleur (Anas penelope), canard pilet (Anas acuta), foulque macroule (Fulica atra), fuligule morillon (Aythya fuligula), sarcelle d'hiver (Anas crecca), faucon hobereau (Falco subbuteo), grèbe esclavon (Podiceps auritus), grèbe à cou noir (Podiceps nigricollis), échasse blanche (Himantopus himantopus), cisticole des joncs (Cisticola juncidis), mésange à moustaches (Panurus biarmicus), rousserolle turdoïde (Acrocephalus arundinaceus)...

### Faune résidente
L'écrevisse à pattes blanches (Austropotamobius pallipes), autrefois abondante et une source de revenus importante pour les habitants, est de nos jours presque disparue des lacs de Ruidera.
L'introduction de l'écrevisse de Louisiane (Procambarus clarkii) a été néfaste pour la faune aquatique locale.
On y trouve des poissons endémiques : Rutilus lemmingii, Luciobarbus guiraonis, Luciobarbus comizo, Luciobarbus microcephalus, Squalius pyrenaicus ; et des espèces introduites : carpe commune (Cyprinus carpio), perche truitée (Micropterus salmoides), Gambusia holbrooki. Le grand brochet (Esox lucius), espèce également introduite, a quasiment fait disparaître les poissons autochtones comme le barbeau fluviatile (Barbus barbus) et le chevesne (Leuciscus cephalus), ainsi que la carpe commune (Cyprinus carpio).
Parmi les amphibiens on trouve grenouille rieuse (Pelophylax perezi), crapaud commun (Bufo bufo), rainette verte (Hyla arborea), rainette méridionale (Hyla meridionalis), salamandre tachetée (Salamandra salamandra), triton pygmée (Triturus pygmaeus).
Mammifères : putois (Mustela putorius), belette (Mustela nivalis), loutre européenne (Lutra lutra), grand campagnol (Arvicola amphibius), lapin de garenne (Oryctolagus cuniculus), lièvre du Cap (Lepus capensis), renard roux (Vulpes vulpes), sanglier (Sus scrofa)...
On y trouve aussi poule d'eau (Gallinula chloropus), couleuvre à collier (Natrix natrix), couleuvre vipérine (Natrix maura) couleuvre à échelons (Zamenis scalaris), couleuvre de Montpellier (Malpolon monspessulanus), (Blanus cinereus).

## Problèmes de conservation
(Voir Mancha Húmeda, section « Problèmes de conservation » pour plus de détails)
Les Tablas de Daimiel étaient alimentées par le Guadiana et le Gigüela. En raison de la surexploitation des nappes aquifères en Mancha de l'ouest, et de la construction de barrages en amont des rivières...le Guadiana s'est asséché et les Tablas de Daimiel ne sont plus approvisionnées en eau que par le Cigüela. Toutefois, certaines années, les Tables de Daimiel sont aussi alimentées par l´Azuer, des puits et par le canal de dérivation « Tajo-Segura-La Mancha ».